# Grad Završje

Grad Završje  (hrvaško Kaštel Završje, italijansko  „Piemonte d'Istria, Pyamont ali Poymont”, nemško Pemund), je bil srednjeveški grad, ali palača v istoimenskem obzidanem mestecu na severu Istre, ki je bil pozidan že sredi 11. stoletja. Nahaja se na 240 m visokem hribu Završje na pol poti med Grožnjanom in Oprtaljem, cca 10 KM od državne meje s Slovenijo.

## Zgodovina
Grad Završje in istoimensko mestece z nekdaj dvojnim obzidjem je bil najverjetneje zgrajen v drugi polovici 11 stoletju. Zgradili so ga najverjetneje plemiči gospodje Contarini, vazali in ministeriali istrskega mejnega grofa Ulrika I. Weimar-Orlamunde. Istrski mejni grof Ulrik Weimarski je posesti v Istri nad tem območjem dobil z darovnico kralja Henrika IV. iz leta 1064. 
Prvi zapisi o Završju izhajajo iz leta 1102, pod imenom Castrum Piemonte, v darovnici Ulrika II. mejnega grofa v Istrski marki Oglejskemu patriarhatu. V vsej svoji zgodovini je imelo Završje več imen. V srednjem veku so ga imenovali Castrum Pyamont in Poymont, Pemund so ga imenovali Nemci, in novejše hrvaško Završje. 
Oglejski  patriarhi so grad, mestece in gospostvo podelili v fevd gospodom Contarini, ki so bili pod vplivom Goriške grofije, in vladarjev bližnje pazinske regije. Leta 1276 je bilo gospostvo Završje v lasti Ulrika Rihemberškega. Leta 1300 je Završje pripadalo pazinskim grofom - Goriškim grofom. Nato so ga zavzeli Benečani, ki so ga leta 1360 obranili pred napadom enot krškega grofa Frankopana. Nato je Završje neuspešno napadal patriarh Ludvik della Torre in sile tržaškega škofa Negrija, ki so bili takrat v vojni s pazinskimi grofi. Od leta 1374, po smrti Goriškega grofa Alberta IV., je spadalo Završje pazinski grofiji, katera je istega leta prešla v roke avstrijske družine Habsburg in dvignjeno v položaj fevda. 
Na čelu fevda Završje je bil kapetan, ki je imel lastno upravo, urbar in načelnika. Konec 14. stoletja se prične počasno doseljevanje hrvaških družin na to področje. Gospostvo Završje so avstrijski oblastniki odstopali za letno pristojbino, zaradi česar so se tu izmenjevali številni lastniki. Po letu 1412 so  Završje večkrat napadali Benečani v okviru vojn proti Madžarom, Turkom in Avstrijcem. To je trajalo vse do leta 1511, ko so ga Benetke formalno zavzele. Pripojitev je bila formalno potrjena z Wormskim mirom. K gospostvu Završje je spadala poleg Završja še vas Vižinada, Kostanjica in Brtonigla. Leta 1530 so Benečani gospostvo Završje po delih prodali na dražbi. Završje s sosednjo vasjo Kostanjico je  1532 odkupil beneški patricij Justinijan Contarini.  Družina Contarini je gospoščino upravljala preko imenovanega kapitana. Družina patricijev Contarini je gospostvo imela tristo let, do 19. stoletja, ko je za kratek čas padla pod oblast Napoleona in takoj za tem pod Avstrijo. 

Dobro organizirana Avstrijska oblast je gradu in mestecu prinesla nov razvoj, še posebej z izgradnjo ozkotirne železniške proge imenovane "Parenzana". V času vladavine Avstrijskega cesarstva in Republike Italije po prvi svetovni vojni je Završje imelo pošto, šolo, dve trgovine, oljarno in razne druge obrtne enote. Leta 1943 je protifašistično gibanje zajelo tudi področje Završja, in hrvaški in italijanski antifašisti so se skupno borili proti nemški okupaciji. Pariškim Mirovni Sporazumom z Italijo je Završje dodelil FNRJ Jugoslaviji. Zaradi ekonomskih in političnih razlogov je sledilo masovno izseljevanje, tako da je od nekdanjih devetdeset družin sedaj v mestecu živi le še štirideset prebivalcev.

## Zanimivosti
V Završju je srednjeveška cerkev Blažene Device Marije z romanskim zvonikom, ki je bila nazadnje obnovljena leta 1879, vendar zgrajena v 16. stoletju. Cerkev je imela srebrne svetilke in svečnike iz 18. stoletja in lepo okrašen kelih z medaljoni iz leta 1476. Ta kelih je cerkev prodala konec 18. stoletja in je končal v Rotschildovi zbirki, in se sedaj nahaja v pariškem Louvru.
V Završju so leta 2017 snemali film »Robin Hood: Origins«, v katerem je Završje igralo vlogo rojstnega gradu Robina Hooda, ki je na povratku domov našel požgano rojstno hišo in se zato odloči obračunati z zloglasnim šerifom Nottinghama.

## Etnična sestava prebivalcev
Etnična sestava prebivalcev nekdanjega srednjeveškega gospostva ni jasna, gotovo pa so se na območje, ki je bilo pod romansko-italijanskim vplivom tudi dobršen del srednjega veka, doseljevali Slovani, bodisi Hrvati iz vzhoda, kot tudi Slovenci iz severa. Slednji še posebej v času, ko je bilo območje pod kontrolo in v lasti Frankovskih ali Bavarskih fevdalcev. Hrvate pa so beneški fevdalci na svojem prostem in neobdelanem ozemlju naseljevali (kolonizirali) konec 15. in v 16. stoletju predvsem iz vrst pribežnikov pred Turki iz Like in Dalmacije. Pa vendar je italijansko prebivalstvo bilo v začetku 20. stoletja v številčni premoči ali večini, še posebej v času pred drugo svetovno vojno. Gotovo pa je šlo v času med obema vojnama za precej nenavaden pojav, ko se je po priključitvi območja Italiji leta 1918 v naslednjih dveh desetletjih število prebivalstva kar podvojilo. Na novo priseljeno prebivalstvo, vključno s staroselskim italijanskim, je po koncu druge svetovne vojne bilo žrtev pritiskov, strahu in eksodusa. Završje je ostalo skoraj prazno.
Vendar zgodovinski viri verjetno govorijo o predhodni močni romanizaciji/italijanizaciji gotovo etnično mešanega ali vsaj etnično uravnoteženega prebivalstva. Na to nam nakazujejo zgodovinske listine npr. iz beneških arhivov. Med leti 1603 in 1605 najdemo več pritožb podložnikov iz Završja in Vižinade na "beneško vlado" ali "Signorio", v katerih se v sicer v italijanščini pisanih dokumentih, podložniki gosposke na gradu Završje, sklicujejo na "giuditio civile et criminale solito esser nostro, detto la Prauda" ali "l’antico Prauda". V pisanju navajajo ozurpacijo pravic in vloge "il zupano et pozzuppo" ali "Il zupano et sottozupano" - torej županov in podžupanov, kakor tudi glede dajatev na volovsko živino imenovan "volovina". Kakšna je razlaga, da bi etnični Italijani uporabljali besedo "stara pravda". Verjetno lahko sklepamo, da teh izrazov v pisanju na najvišji naslov ne bi bilo, če bi na območju živela le kot manjšina "slovanska skupnost". Prav tako bi lahko rekli, da je težko trditi, da je neki nesrečnež Marco Cociancich zagotovo imel etnične italijanske korenine.